# Walibi Holland

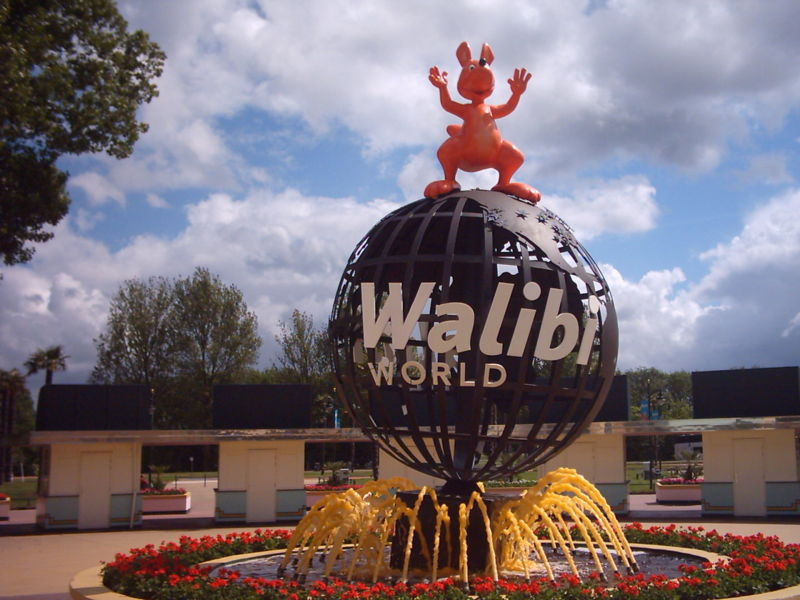
Walibi World.

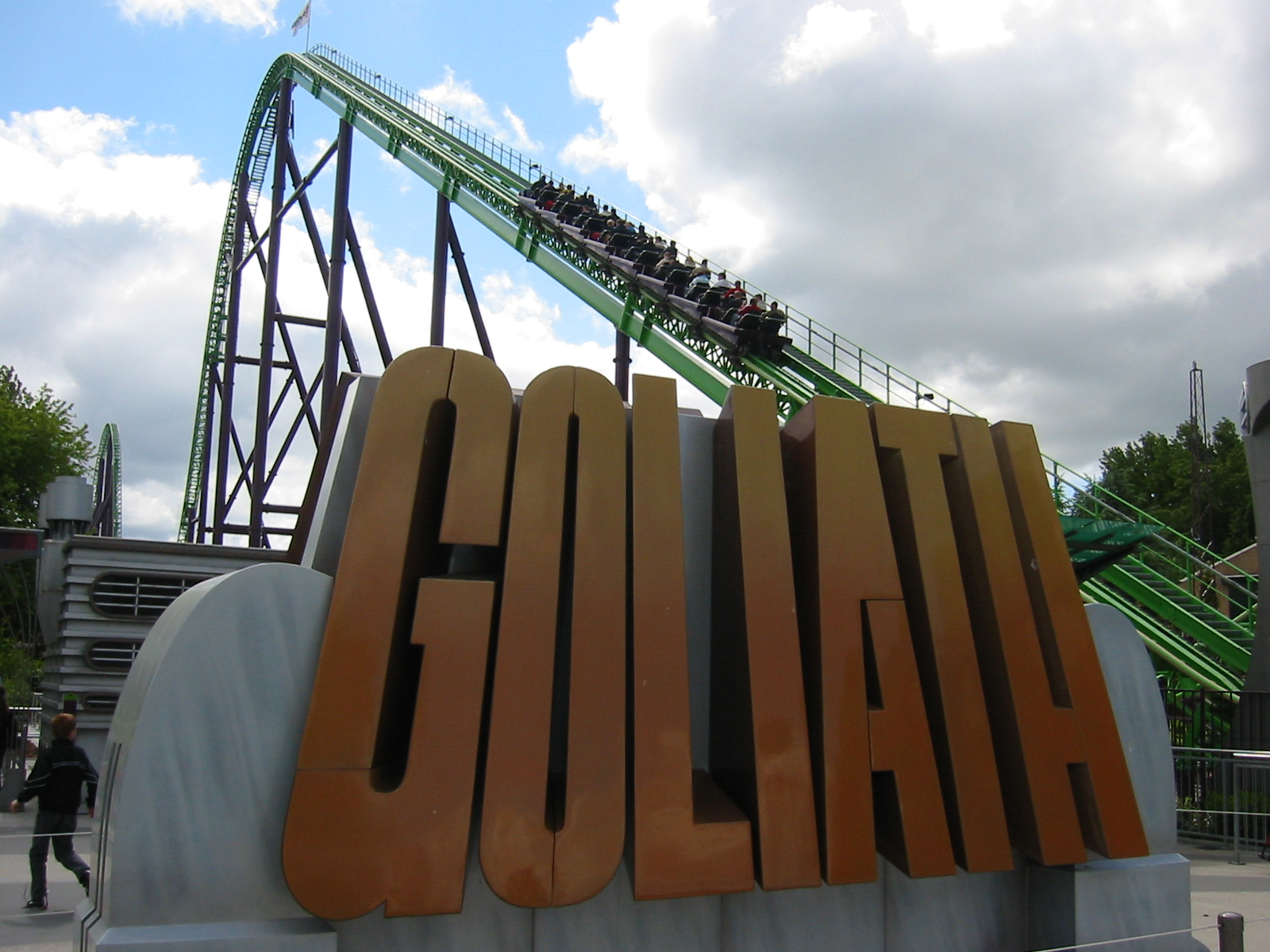
Goliath.

Walibi World és un dels parcs temàtics més grans als Països Baixos. El parc està ubicat a Biddinghuizen (municipi de Dronten) a la província neerlandesa de Flevoland. Anteriorment conegut com el parc Six Flags Holland, Walibi Flevo i fins i tot més temps abans Flevohof. Origen del primer parc Walibi, el parc va ser creat el 1975 per Eddy Meeùs, un empresari belga. El nom "Walibi Belgium" prové dels tres municipis en què es troba el parc: Wavre, Limal i Bierges.
Sota el nom de la Flevohof el parc va començar com un parc de la granja on el coneixement urbà podria fer a l'agricultura. Quan el Flevohof primers nou anys va anar a la fallida va ser, el parc va ser rebatejat Walibi Flevo. Aquest parc va ser adquirit pel primer ministre de Parcs el 1998 i el parc va canviar el 2000 a Six Flags Holanda. Des de 2005 el nom actual en ús. La majoria de les atraccions, incloent muntanyes russes i molts altres "passeigs de l'emoció" són de la Six Flags i Walibi període Flevo. En els últims anys el parc intenta presentar-se a si mateix més com un parc de la família.